# Marcus Eppius
Marcus Eppius was een aanhanger van Gnaeus Pompeius Magnus maior.
Hij vocht na diens dood in Africa als legatus onder Quintus Caecilius Metellus Pius Cornelianus Scipio Nasica en onder Sextus Pompeius. Na de Slag bij Thapsus werd hij door Gaius Julius Caesar in genade aangenomen.

## Referentie
- art. Eppius, in F. Lübker - trad. ed. J.D. Van Hoëvell, Classisch Woordenboek van Kunsten en Wetenschappen, Rotterdam, 1857, p. 338.